# Божил Николов
Божил Николов е преподавател, фонолог и лексикограф, първият декан на Факултета по класически и нови филологии в Софийския университет.

## Биография
Роден е на 9 януари 1919 г. в Брезнишки Извор. След дипломирането си по специалност „Романска филология“ през 1944 г. започва работа като учител. Проф. Божил Николов е първият декан на Факултета по класически и нови филологии в Софийския университет.
От 1965 до 1967 г. е заместник-ректор на Софийския университет „Климент Охридски" по международно сътрудничество в продължение на два мандата от 1972 до 1979 г., ректор на Института за чуждестранни студенти от 1980 до 1983 г.[ неясно? ] Основател и дългогодишен редактор на сп. „Руски и западни езици“ (1974 – 1984 г.) и на сп. „Чуждоезиково обучение“ (1984 – 1989 г.), член на редколегията на сп. „Съпоставително езикознание“ (1974 – 1990 г.) и на „Годишника на Софиския университет“. Основател е на първия лекторат по български език във Франция след Втората световна война (Лион 1957 – 1960 г.). През 70-те години на ХХ век е избран за член на ръководството на Международната асоциация на университетите с преподаване на френски език.

## Награди
Николов е отличен с орден „Св. св. Кирил и Методий“ – І и ІІ степен (1968, 1978), офицер е на ордена „Академични палми“ на френското правителство (1983), носител на почетния знак „Св. Климент Охридски“ със синя лента (2005).

## Избрани произведения
- Милев, Александър; Братков, Йордан;  Николов, Божил. Речник на чуждите думи в българския език.   София, Държавно издателство „Наука и изкуство“, 1958.